# Aleksandar Marković
Aleksandar Marković (Tuzla, 15. travnja 1987.), hrvatski likovni umjetnik iz Bosne i Hercegovine. Živi i radi u Tuzli kao profesor umjetnosti u KŠC Sveti Franjo, i svom slikarskom ateljeu. Bavi se slikarstvom, fotografijom i instalacijom.

## Životopis
Rođen je u Tuzli. U Tuzli 2005. završio Opću gimnaziju pri KŠC Sv. Franjo. Iste je godine upisao Akademiju likovnih umjetnosti na Širokom Brijegu Sveučilišta u Mostaru. Magistrirao je 2010.god. na Odsijeku za slikarstvo u klasi doc. Antuna Borisa Švaljeka, stekavši zvanje magistra likovne umjetnosti - akademski slikar i profesor likovne kulture. Upisao je 2010. poslijediplomski-doktorski trogodišnji studij Ars Sacra, na prijedlog i na poziv stručne komisije i upravnog odbora ALU Široki Brijeg, a pod vodstvom dekana red. profesora Ante Kajinića. Sudionik međunarodne studentsko-rektorske konferencije u Ljubljani.
Izlagao na preko 50 skupnih izložbi u zemlji i niozemstvu. Sudjelovao na nekoliko likovnih kolonija (Međunarodne: u Breškama, Prozor HE, Međugorje, Eko-Široki Brijeg, Subotica itd). Sudjelovao na festivalu umjetnosti Kaleidoskop u Tuzli 2009.godine, te u dizajnerskoj radionici Mirka Ilića.
Član udruženja likovnih umjetnika Županije Soli Tuzla i Udruženja likovnih umjetnika BiH.

## Nagrade
- Nagrada rektora Sveučilišta u Mostaru za 2006./07.[1]
- Otkupna nagrada za slikarstvo na natjecanju Federalnog ministarstva kulture za studente ALU u BiH 2008.[1]
- Prva otkupna nagrada za slikarstvo Federalnog Ministarstva na natjecanju za studente na ALU BiH 2009.[1]